# 山田くんと7人の魔女
『山田くんと7人の魔女』（やまだくんとななにんのまじょ）は、吉河美希による日本の漫画作品。『週刊少年マガジン』（講談社）で2012年12号から2017年12号まで連載。略称は『やまじょ』。
時系列は前作『ヤンキー君とメガネちゃん』の後であり、第1話で登場人物の品川大地と千葉星矢が教師役でカメオ出演している。2013年8月10日からフジテレビにてテレビドラマが、2015年4月から6月までTOKYO MXにてテレビアニメが放送された。2017年2月時点で累計発行部数は385万部を記録している。

## あらすじ
朱雀高校に通う高校生・山田竜は、学園きっての問題児で不良少年。学校でも周囲から浮いた存在であり、友達もできずにいた。
ある日、階段から落ちた弾みで優等生・白石うららとキスしてしまったところ、2人の身体が入れ替わるという不思議な現象に見舞われる。いくつかの実験と検証によってうららは『キスした相手と精神を入れ替える能力』を持っており、山田は『キスで魔女の能力をコピーする能力』を持っていることが判明する。
生徒会副会長の宮村虎之介にあっさりと入れ替わりを見破られた2人は、超常現象研究部へ入部する運びになる。そこに超常現象マニアの伊藤雅と、帰国子女の椿剣太郎が入部。能力について探る内に、朱雀高校には「魔女」と呼ばれる力を持った生徒が常に7人いてそれぞれが異なる超能力を持っていることが判明し、魔女探しを始める運びとなった。

## 登場人物
声の項はアニメ版の声優で、演の項はドラマ版のキャスト・俳優。
作中では主要キャラによる入れ替わりが頻発しているため、その度に中身が入れ替わっている。

### 超常現象研究部
山田 竜（やまだ りゅう）
声 - 逢坂良太 / 演 - 山本裕典
誕生日：漫画 - 1995年8月31日、テレビドラマ - 1996年8月31日、アニメ - 1998年8月31日 / 星座：乙女座 / 血液型：O型 / 身長：172cm
本作の主人公。朱雀高校2年B組→3年A組。
学校きっての問題児であり、遅刻早退の常習犯で学業不振などを繰り返していた不良。喧嘩がめっぽう強く、主に回し蹴りを得意とする。本人曰く「喧嘩は体じゃねえ、気合いだ」の通り、うららや雅と入れ替わった状態でも強い。しかし君島や飛鳥、黒詫摩に敗れたこともあり決して無敵というわけではない。
1年時に起こした暴力事件が原因で、学校内では孤立した日々を送っていた。そんな中、うららとの出会いをきっかけに生活は一転。魔女たちや学校を救うため奔走し、刺激に満ちた学校生活を送ることとなる。
持っていた能力は「キスした魔女の能力をコピーする」（ドラマ版では、通称「魔女うつし」と呼ばれている）。保持できる能力は1つのみで、魔女へキスをするたびに能力は新しいものに上書きされ、第三者に自身の持っている能力をかけることも可能。性質上、魔女の力は一切通用せず〝最強のカード（ジョーカー）〟と称されている。
うららとのキスがきっかけで彼女と一緒に魔女に関わっていくことになり、生徒会長選の時に未来を見てからは彼女に対する好意を自覚。最初の儀式の後でうららとの交際を始めた。また、生徒会長となった宮村によって会長秘書に任命された。会長選挙後は自分の勝手で儀式を起こして学校を滅茶苦茶にした責任を取り、宮村と共に生徒会を辞めた。
ぶっきらぼうだが困っている他人を放っておけない優しさと行動力があり、また魔女の能力を悪用する輩に憤る正義感も併せ持つ。活躍を通して仲間や友人の輪を広げている。実は裁縫が得意。独特な絵心を持ち、描いた絵は時折ネタにされる。考え事をするとそばっしーのような目になることがほとんど。
10年後の後日談では、東京丸の内に位置する企業の開発事業部の係長として勤務しており、うららと11年の交際の末ゴールイン。2人の子供に恵まれる。
白石 うらら（しらいし うらら）　
声 - 早見沙織 / 演 - 西内まりや
誕生日：漫画 - 1995年12月24日、テレビドラマ - 1996年12月24日、アニメ - 1998年12月24日 / 星座：山羊座 / 血液型：A型 / 身長：161cm 絶望的味覚音痴
朱雀高校2年B組→3年C組。超常現象研究部部長。胸のサイズはEカップ。学年トップクラスの学力を誇る。
本作のヒロインで、ドラマ版では主人公を務める。元入れ替わりの魔女。ロングのブロンドヘアをピンで留めた清楚な美女。普段はポーカーフェイスだが、山田が自分の体に入った時のみ感情が豊かになる。趣味は文房具集め。猫と可愛いものが大好き。家には1匹の黒猫が棲みついており、帰ってこない日もあるらしく名前は付けていない。参考書は完璧にマスターするまでやりこみ、部屋の本棚が一杯になれば使わなくなった本から順に処分している。
以前は学園においていじめの対象にされ、その経緯から冷めた性格になり「学校はつまらないもの」「勉強のためだけなら、学校に行く必要はない」と考え、大学への進学も希望していなかった。しかし山田がうららの体でいじめの主犯を追い払い、盗撮を働いていた不良グループに鉄拳制裁を加えたことをきっかけにいじめは無くなり、学校を楽しめるようになった。山田と入れ替わった時には自分の体へ入った山田に代わりとして入浴させることがある他、初めて入れ替わった時は山田の股間を覗いて「変なものが付いてる」と述べた。
「キスした相手と精神を入れ替える能力」の持ち主であり、山田とキスして初めて能力が発現した。なお、本人は山田以外には能力を使いたがらず、第三者が入れ替わりを行う際は基本的に能力をコピーした山田が代行する。最初の儀式後、入れ替わりの能力を失う。
自分に一途で一本気な山田とは相思相愛の仲だが、山田が時に自分より他の魔女たちを救うことを優先したり、彼女たちとキスすることへの嫉妬から冷たく当たってしまったりと2人の恋は前途多難。また、物語中盤で山田宅に泊まった際、危うく男女の一線を越えそうになったことがある。
高校入学当初までは、勉強第一で性格も暗く眼鏡を着用し髪もツインテールにしていたが、山田と出会ったことによって卒業または転校と同時に周囲から忘れられてしまう代わりに、理想の学校生活を送れる『はじまりの魔女』の契約を交わすことを決意した。
転校時に、学校で過ごした自らの3年間の記憶を代償として払い山田にだけ自分の記憶を残していたが、それは卒業式の日に記憶を失くした状態でも山田に見つけてもらうためであった。
卒業式では山田に対して終始冷たい態度だったが、山田の“ある言葉”とキスが引き金となって奇跡的に記憶を取り戻し、日毎に周囲の記憶も戻っていった。
10年後の後日談では、外資系投資銀行に勤めており山田の3倍もの稼ぎを得ている。山田のひょんなプロポーズを受け入れ結婚、2児の母となる。
宮村 虎之介（みやむら とらのすけ）
声 - 増田俊樹 / 演 - 井出卓也
誕生日：漫画 - 1995年7月28日、テレビドラマ - 1996年7月28日、アニメ - 1998年7月28日 / 星座：獅子座 / 血液型：AB型 / 身長：181cm
朱雀高校2年C組→3年A組。旧生徒会副会長兼超常現象研究部副部長。「名案だ」が口癖。父親は外交官。イギリス出身であり、持っているパスポートはイギリスのもの。しかし英語はずっと喋っていないため忘れたらしい。本人曰くつまらなく感じると精神的に死んでしまう性分。名前は虎乃介だが猫は苦手。学力は非常に高く、本人曰く本気を出せば学年2位くらいはいける。そして喧嘩もそこそこ強い。ファーストキスの相手は山田。財布は誕生日に父親から買ってもらったGUCCIのもの。洋服はBURBERRYを愛用している。
山田とうららが入れ替わっていることを真っ先に突き止め、次期生徒会長に任命されるため魔女を捜索すべく2人を引き込み、部員不足で休部状態だった「超常現象研究部」を活動拠点として提供した。女子に絶大な人気を誇るが、スケベ（潮曰く「学年一」）でいつも女のことばかり考えている。山田とうららが入れ替わっていることは簡単に見破ったが、山田と雅が入れ替わっていたことは見破れなかった。
姉であるレオナを不登校へ追い詰めた7人目の魔女を探すため、青龍高校から転入してきた。山田のうららに対する好意を聞くまで、山田たちのことを完全には信用しきれていなかった。
後に山田の観測者同士になるノアとは意外に馬が合うらしく、一緒に山田を迎えるピタゴラスイッチの装置を作るほど。
儀式後は新生徒会長に就任し新たな魔女を探し始めるが、一条らによるリコールで生徒会長を解任された。解任後は玉木を一条との対立候補として指名する。
10年後の後日談では父と同じ外交官となり、いわゆる独身貴族。未だに山田・椿・玉木・潮とはよくつるんでいる。黒崎の営むカレー屋は無料で食べさせてくれるためたまに行っている。
伊藤 雅（いとう みやび）
声 - 内田真礼 / 演 - トリンドル玲奈
誕生日：漫画 - 1995年6月6日、テレビドラマ - 1996年6月6日、アニメ - 1998年6月6日 / 星座：双子座 / 血液型：B型 / 身長：156cm
朱雀高校2年C組→3年C組。超常現象に純粋な興味を持ち、「超常現象研究部」へ入部する。
本来の活動目的を知らされていなかったが、山田とうららが入れ替わり目的でキスしているところを不意に目撃してショックのあまり落涙、あちこちに山田とうららはデキていると流布してしまう。誤解を解こうと山田が雅とキスをして入れ替わった時、雅が思い込みやすいがために周りから嘘つき呼ばわりされ、まともに相手にもされていなかったことが判明した。山田の姿で不良グループに叩きのめされていたところを、自分の姿で駆けつけた山田に助けられたことで誤解が解かれ超常現象研究部に入部した。
魔女の能力を積極的に研究し、結果をノートパソコンに記録している。学力は補習にならない程度。また、宮村からは山田と雅の2人を合わせて「おバカコンビ」と呼ばれた。恐らくファーストキスの相手は山田。超研の部室には、集めていたアイテムのコレクションをよく飾っている。貧乳を気にしている模様。
作者曰く意外と男性読者からの人気が高い。
10年後の後日談では母校の朱雀高校に教師で勤めており、かつて所属していた超常現象研究部の顧問としても働いている。
椿 剣太郎（つばき けんたろう）
声 - 佐々木寿治
誕生日：漫画 -  1995年11月5日 、アニメ - 1998年11月5日 / 星座：蠍座 / 血液型：A型 / 身長：168cm
朱雀高校2年D組→3年。猿島の友人で、同じ帰国子女。いつも背中にタオルを羽織っており、爪楊枝を咥えている。寂しくなると天ぷらを揚げる癖がある。天ぷらを揚げる最適な温度が爪楊枝で分かるらしい。
以前はうららに惚れていたが、猿島の見た未来では「うららにフラれたショックを癒すため旧校舎で天ぷらを揚げ火事を起こす」ことになっていた。火事を阻止するため近づいた山田に仲を取り持ってもらおうと依頼するも、山田と入れ替わっていたうららと山田のキスを見せられショックを受ける。未来を知っていた山田と入れ替わったことによって火事は阻止され、その際に魔女のことを知り入部した。
周囲があまり呼ばないようなあだ名を付けて呼ぶことが多い（例：宮村→みやむー、光→ピカル、潮→イガピー、玉木→玉キンなど）。
校内で悪行を繰り返していたノアをシメに行くと山田が宣言した際、雅と共についていった時は宮村に「おバカコンビがトリオになった瞬間を見たな」と言われた。
喧嘩をする機会は少ないものの強さは作中トップクラスであり、山田と宮村をまとめて一蹴できるほど。
うららと山田が付き合い始めた当初は本人曰く「いいんだ俺は、白石さんが幸せならそれで…」と涙しながら部室で天ぷらを揚げていた。当然の如く雅に怒られ、天ぷらの鍋を捨てられかけた。
実はミシュランガイドで三つ星を取る有名老舗料亭の跡取り息子。山田曰く「ただの天ぷら好きじゃなかった」。
10年後の後日談では料亭の跡を継ぎ、海外進出が決まった。
鈴原 光（すずはら ひかる）
詳細は#鈴原光を参照

### 魔女

#### 最初の7人
白石 うらら
元入れ替わりの魔女。詳細は#白石うららを参照。
小田切 寧々（おだぎり ねね）
声 - 喜多村英梨 / 演 - 大野いと
誕生日：漫画 - 1995年9月4日、テレビドラマ - 1996年9月4日、アニメ- 1998年9月4日 / 星座：乙女座 / 血液型：B型 / 身長：160cm
2年A組→3年H組。元虜の魔女。旧生徒会副会長。紫色の髪のショートボブヘア。弟が2人いる。休日には趣味のお菓子作りやショッピングに出かける。普段から睡眠をしっかり取ることで美容には気を遣っている。得意教科は自称全教科。BWHはそれぞれ88・58・86。山田には何かと突っかかっている。
「キスによって相手の心を虜にする能力」の持ち主だった。これを潮にかけたのがきっかけで山田は学校中から白い目を向けられるようになった。山田とキスして自分の能力に堕ちたのをきっかけに、山田のことを好きである自覚を持った。
当初は宮村と次期生徒会長の座を争っており、潮や幾人かの生徒を能力で従えてあくどい手段を使い宮村の評価を貶めようとしていたが、最終的に敗れる。儀式後は虜の能力を失うものの、宮村から新生徒会書記に任命される。山田とうららが付き合い始めてからも諦めてはおらず、合宿所にてうららに恋のライバル宣言をする。
選挙では玉木の応援演説者を務めたが、その前に悠理の操作の能力をかけられていたことで一条を応援する内容を話し、形勢を逆転させてしまった。その後は7人目の魔女の能力を使おうとする直前の山田へ、ナンシー・姫川と共に告白するも3人まとめてフラれた。
ナンシーに記憶を消され忘れていたが、過去には山田・姫川・潮とも親密な関係にあった。
10年後の後日談では、潮と結ばれ長女の萌寧と次男の真潮を持ち、子育てと両立しながら公認会計士系の事務所にて働いている。
【ドラマ版の設定】親衛隊は潮を中心とした男子生徒7人となっている。
大塚 芽子（おおつか めいこ）
声 - 牧野由依 / 演 - 美山加恋
誕生日：漫画 - 1996年2月20日、テレビドラマ - 1997年2月20日、アニメ - 1999年2月20日 / 星座：魚座 / 血液型：O型 / 身長：164cm
2年C組→3年。元思念（テレパシー）の魔女。顔の左に寄せた緑色の縦ロールヘアが特徴の眼鏡っ子。漫画研究部所属。若干腐女子の気がある。
うららと入れ替わった山田（体が山田で中身はうらら）に恋をし、思い切ってキスをした。「キスをした相手とテレパシー（思念）ができる能力」の持ち主だった。一度大塚とキスした者同士の間なら大塚なしでもテレパシーが成立する。人と話すのが苦手な所謂コミュ障だが、テレパシーの使用時は気が強くなる。
成績は山田並に悪く2年連続でクラブハウスでの補習合宿を受けており、同じく補習組だった亀田・鶴川と組みテレパシーを介したカンニングを行なっていた。
リカによって山田たちと魔女に関する記憶を失う。その時にはこれまで以上に他人とのコミュニケーションを取らなくなった。しかし山田とのキスをきっかけに山田たちと魔女に関する記憶が戻る。儀式後、思念の能力を失った。その頃には他の魔女と同じく能力に頼らずとも楽しい学校生活を送れるようになっていた。
悠理に能力をかけられ、生徒会のリコール活動に参加。その影響で今までリコールに興味を示していなかった文化部系生徒の票が一気に増加し、瞬く間にリコールを成立させてしまった。
進路は漫画学科のある大学を選び、10年後の後日談では晴れて漫画家となり山田とうららの結婚式の際にも締め切りに追われていた。
【ドラマ版の設定】父親は医者。兄が父の跡を継ぐ予定だったが、家出をしてしまい、妹の芽子が兄に変わって病院を継ぐことになっていた。親の意向で医学部を志望しているものの、本人の意思ではなく、漫画を描くことが好きで本心では漫画家になりたいと思っている。ドラマでは二重人格ではない。
猿島 マリア（さるしま マリア）
声 - タカオユキ / 演 - 小島藤子
誕生日：漫画 - 1995年10月26日、テレビドラマ - 1996年10月26日、アニメ - 1998年10月26日 / 星座：蠍座 / 血液型：B型 / 身長：171cm
2年F組→3年。元未来視の魔女。ウェーブのかかった桃色の髪のポニーテールが特徴の、アメリカからの帰国子女。そのためか日常生活において無意識に英語を使用する。服のセンスが独特な弟がいる。
「キスをした相手の視点で未来が予知できる能力」の持ち主だった。自分と山田が「旧校舎火事」の犯人にされる未来を見てしまい、火事を防ぐべくあえて登校拒否をしていた。キスは元々挨拶代わりで、色々な人とキスをしている内に能力が備わった。キスの際に舌を入れる癖がある。
恋をするために能力の消失を望み、山田へ相談した。これをきっかけに山田は玉木と接触することとなる。
リカによって山田たちと魔女に関する記憶を失う。その時に暴走し、魔女の能力を多用するようになった。しかし山田とのキスをきっかけに山田たちと魔女に関する記憶が戻る。儀式後、未来視の能力を失った。後にモデルコンテストへ出場し優勝したことを山田に報告している。
山田とは事件を機にかなり好意的に接していて、頻繁に抱きついている。
猿島の家がアレックスのホームステイ先であり、アレックスに魔女の存在とその能力について教えていた。
進路は雑誌の専属モデルに決め、10年後の後日談ではモデルとアパレルデザイナーを兼業している。
【ドラマ版の設定】彼氏が怪我をする未来を見てしまい、その結果別れてしまった経験がある。
滝川 ノア（たきがわ ノア）
声 - 悠木碧 / 演 - 松井愛莉（少女期：清水詩音）
誕生日：漫画 - 1996年11月29日、テレビドラマ - 1997年11月29日、アニメ - 1999年11月29日 / 星座：射手座 / 血液型：O型 / 身長：148cm
1年C組→2年。元ポエム部所属。山田たちの卒業後は超常現象研究部・部長になっている。元過去視の魔女。右目の隠れた水色のツインテールにリボンが特徴。一人称は「ノア」。数々の問題を起こしている。
「キスをした相手のトラウマになった過去を夢で見る能力」の持ち主だった。後述する仲間たちに濡れ衣を着せた相手に復讐し、失われた人気を取り戻すためうららたち魔女を退学に追い込み魔女の力を手に入れようとするも、山田たちの策によって阻止される。その後は心を許した山田に事情を話し和解、山田に恋心を抱くようになってからは周囲からうんざりされるほどベタベタしだすようになった。
ノートの下巻を見たことがある数少ない人物の1人で、ノートを飛鳥たちに盗まれるまでは所持していた。山田に玉木の存在を教えた。
リカによって山田たちと魔女に関する記憶を失う。その時に暴走し、魔女の能力を多用するようになった。しかし山田とのキスをきっかけに山田たちと魔女に関する記憶が戻る。儀式後、過去視の能力を失った。これによって悪夢を見なくなり、山田には「先輩のおかげ」と感謝しきりだった。
山田とうららが付き合い始めてからも寧々同様に山田のことは諦めておらず、自分を山田の嫁と言い張っている。
山田が7人目の能力を手にしたと聞き、キスをして山田の観測手になった。山田が能力を使用してもノアが山田を忘れることはなく、また魔女の現在地を把握できるようになった。
その後、超研は部員が3人以上いなければ廃部にされてしまうため、ノアが部長となり廃部を阻止した。
10年後の後日談では山田とうららの結婚式に出席し、鈴原兄弟と共に寧々と潮、その子供たちを迎え入れた。
【ドラマ版の設定】元人気子役で、「ノアリン」と呼ばれていた。テレビドラマ『踊るノアちゃん一家』での決め台詞の「どんどんまいまい」が流行語大賞を取り、「ノアリンヘアー」と呼ばれるツインテールが大流行した。アニーも3年連続で演じていたが、成長すると共に仕事や人気も減少する。中学の頃に舞台を使った嫌がらせにあったことがトラウマになっていた。
飛鳥 美琴（あすか みこと）
声 - 花澤香菜 / 演 - 小林涼子
誕生日：漫画 - 1995年1月23日、テレビドラマ - 1996年1月23日、アニメ - 1998年1月23日 / 星座：水瓶座 / 血液型：AB型 / 身長：165cm
3年C組→卒業。元透明の魔女。ロングヘアにカチューシャが特徴のミステリアスな雰囲気漂う美女。宮村や寧々と同じ生徒会元副会長で、山崎の元秘書。至って沈着冷静で、何を考えているか分からない。サディストの気がある。体術を身につけており、山田でも恐れるほど。有名企業の社長令嬢であり、成績優秀で運動神経も抜群。
「キスした相手に自分を確認できなくさせる能力」の持ち主だったが、玉木の「魔女の能力を吸い取る能力」により一時的に能力をキャプチャーされていた。儀式直前に玉木から能力をリターンされ、儀式を経て能力を失った。
山田たちが全員の記憶を戻そうとするのを様々な手を使って妨害していたが、寧々たちに拘束される。隙をついて逃げ出そうとするものの山崎の命令にやむなく従い、儀式に協力した。
儀式後は潮と共に将棋部を創設し、その裏でノートの上下巻を盗んだ。
山田が1年時にも生徒会に所属していた描写があるが、詳細は不明。
本人曰く入学当時から周りの生徒による羨望の眼差しが苦痛でしかなく、「普通の生徒」であることを望んでいたが2年生の11月に自分より目立つ存在である生徒会長に山崎が務まり、山崎の側にいることで「普通の生徒」でいられ誰かの役に立てるのを幸せに思っていたが、生徒会の任期を終えると共にまた1人になり、同じような状況にいた潮へ山崎の代わりになると思い声をかけて将棋部を創設した。しかし潮は山崎とは違った様子。宮村から「権力者が大好物な女狐」と評された。
山崎にまだ未練があったが、レオナに告白してあえなく断られ錯乱する山崎を殴りつけ、再び世話を焼くことになった。
最初の7人の中で唯一、10年後の後日談に登場していない。
【ドラマ版の設定】卑猥な言葉を投げかけてくる男性や異常な変質者から自分の身を守るために武道を習っていた。
西園寺 リカ（さいおんじ リカ）
声 - 田澤茉純 / 演 - 川村ゆきえ
誕生日：漫画 - 1994年5月1日、テレビドラマ - 1995年5月1日、アニメ - 1997年5月21日 / 星座：牡牛座 / 血液型：B型 / 身長：157cm
3年F組→卒業。元7人目の魔女。毛先のカールしたオレンジ色のセミロングヘアに、そばかすが特徴。一人称は「リカ」。日傘を常に持ち歩いており、スリルが楽しいからと学校でもノーパンで過ごしていた。
「7人すべての魔女を知った相手の魔女にまつわる記憶を消す能力」と「すべての魔女を探知する能力」の持ち主だった。他の魔女とは違いキスをしなくても能力が効くが、魔女に対しては一度しか能力が効かない。宮村からは「別格」と称されている。山崎のことが好き。
山田と玉木が7人の魔女全員の名前を知ったため本来なら山田と玉木の記憶を消すことになるが、魔女殺しには効かないため山田と玉木の周りの人たちから山田や玉木と魔女に関する記憶を消した。
初めは生徒会側で山田たちと対立していたものの、山田からの説得によって味方することを決意。儀式後、記憶操作と魔女探知の能力を失った。
生徒会の引き継ぎ作業時に山崎の頼みで夜食を届けに行った際、有栖川が魔女かどうかを確かめるため覗きを働いた。魔女になる前の黒崎も覗きの被害に遭ったが、本人曰く個人的な趣味らしい。
山崎がレオナに告白するもフラれ本性を露わにした所を見て幻滅し、卒業式の後はこっそり山田に記憶を取り戻す方法を教えてあげた。
10年後の後日談では山崎から山田が結婚することを聞きつけ、お祝いしたいがために山田とうららの結婚式に出席した。若作りに励んでいる様子。
【ドラマ版の設定】レオナと友達であった。また、超常現象部に所属していた。他の魔女同様キスで能力をかけていて、山田にも能力が有効である。

#### 前から存在していた魔女
清集院 桃子（せいしゅういん ももこ）
2年I組→3年。元入れ替わりの魔女。うららと同じく「キスした相手と精神を入れ替える能力」の持ち主だった。柔道部に所属し、主将を務める。大柄な体型が特徴。握力は右68kg、左75kg。重量挙げはクリーン&ジャークで112kg。趣味はアロマテラピー。
1年時には痩せており、当時には山田・ナンシー・寧々・潮・姫川とも関わりがあった。記憶を失くしてからは魔女の能力を多用し、暴走していた。
紺野 つばさ（こんの つばさ）
2年F組→3年。女子バスケ部・部長。元服従の魔女。寧々の”虜の能力”の強化版、「キスした相手を服従させる能力」の持ち主だった。部を管理するために能力を使い続けていたがやがてリスクのない能力に呑まれていき、部員に自分の宿題をさせたり寧々に能力をかけたりと暴走していくも山田の手助けによって能力を使わずして部をまとめることに決めた。所謂スポーツ少女だが、遊園地のアトラクションで遊んで観覧車でキスをする理想のデートに憧れていた。山田に好意を持っている。記憶を失くしてからは魔女の能力を多用し、再び暴走していた。
1年生の秋頃（2学期開始から1ヶ月後）の時点ではまだ魔女ではなく、代わりに藍川望という生徒が魔女だった。
萌黄 ことり（もえぎ ことり）
2年E組→3年。元読心の魔女。大塚の”テレパシーの能力”の強化版、「人の心を読む能力」の持ち主だった。親友であるぬいぐるみの「さとり」をいつも持ち歩いており、「さとり」を媒介して相手に能力をかけることが可能。厳密にはテレパシーの能力のように互いの考えが読める能力。
山田ですら呑まれてしまうほどの能力を自制できる強靭な精神を持つ。
クラスメイトを他の魔女の能力から守るため全員に能力をかけていた。その優しさ故に潮からキスを頼まれて能力をキャプチャーされてしまった。しかし儀式直前に能力をリターンされる。
姫川 そら（ひめかわ そら）
2年D組→3年。元ロマンスの魔女。ノアの”過去視の能力”の強化版、キスした相手の好きな人との思い出が見えるという言わば「ロマンスの能力」の持ち主だった。悠理のことは弟のような存在だと思っている。
手芸部・部長だが不器用なため、針を頭や腕などに刺し流血してしまうこともしばしば。
山田が姫川の「好きな人との思い出」を見た時には「好きな人」の顔も声も分からなかったが、宮村やノアを能力にかけた際は顔と声を特定できた。
これについて山田は、姫川はナンシーに記憶を消されたと解釈しつつ、姫川の好きな人は自分自身だと推測した。
1年の補習合宿で山田と知り合い、ナンシーを加えた3人で魔女探しをしていた。その最中で山田に惚れるが能力をかけた際に山田の好きな人が自分でなかったことを嘆いた。翌日、魔女殺しのキスでも思い出せなかった空白の記憶を挟んでナンシーに「何も聞かずに記憶を消して」とせがみ、生徒全員の記憶を消させた。
記憶を失くしてからは山田が「まるで人形じゃねえか…」と驚くほど虚ろになっていたが、儀式の後は感情を取り戻した。
長らくうねりのあるロングヘアだったが、卒業式前に髪をバッサリ切ってショートヘアになった。
10年後の後日談では悠理と結ばれ、1児の母となる。
筑紫 愛子（ちくし あいこ）
2年G組→3年。元未来視の魔女。猿島の”未来透視の能力”の強化版、「未来予知の能力」の持ち主だった。これは猿島の能力と違い、自身の行動によって未来を変えることが可能。実家は神社である。趣味は占いと戦隊モノのDVD鑑賞。好きなタイプは夢を追いかけてる人。グアムでの修学旅行にて露出多めの水着を着ており、身持ちの固そうな見かけとは裏腹に大胆。
普段は能力を占いのために使い、それによって視た悪い未来を良い方向へと変えようと行動している。自ら占った未来に自身が関与すると自作自演だと疑われてしまうのを危惧し、「JK仮面」に変装して人知れず行動することが多い。
萌黄と同じく水を媒介しているので、キスをせずとも能力をかけられる。記憶を失くしてからは魔女の能力を多用し、暴走していた。
菊池アカネ（きくち あかね）
2年F組→3年。元透明人間の魔女。飛鳥の透明人間の能力の強化版、「透明人間の能力」の持ち主だった。血液型はAB(Rh-)型。コードネームはGentle-woman thief。得意料理はガルブツィー。よく買ってくるお土産はマトリョーシカ。5カ国語に堪能。普段から忙しく、常に分単位で何らかのミッションを熟している。魔女の関係者ではナンシーしか連絡先を知らない。記憶が消えてからは学校に登校していなかった。
ナンシー/虹野 晴子（にじの はるこ）
2年G組→3年。元7人目の魔女。「記憶を消す能力」と「記憶を操作する能力」「すべての魔女と魔女に能力をかけられた生徒を探知する能力」の持ち主だった。シドと一緒に魔女とその能力にかけられた生徒を監視している。しかし詫摩側の魔女については見られない。能力へ呑まれた魔女の記憶を消すことで魔女を救う活動を行なっていた。シドと共に軽音楽部所属だが、ろくに部活をやっておらず楽器も弾けない。最高にパンクだと思う言葉はニンニクニョモランマヤサイマシマシアブラカラメオオメ。猫舌である。
山田とは過去に面識があり、山田・姫川の3人で魔女探しをしていた。魔女のことは超研に忍び込み上巻ノートを見つけて知り、過去に山田の記憶を2回消している。山田のことは結婚したいくらい好き。
生徒会長選挙前に山田へ能力をコピーさせた上で潮にキャプチャーされたため、能力を保持していない。その後はバンドを結成してカラオケに入り浸り、普通の女子高生としての生活を謳歌していた。
10年後の後日談ではスリーピースバンド「せいぶつがかり」を組んでおり、パンクに凝っていた高校時代とは大幅な路線変更を図っていた。

#### 儀式後に誕生した魔女
後に「男勢力の魔女」と呼ばれる。光、アレックスは卒業した3年生の後継者。
黒崎 仁（くろさき じん）
1年→2年。前副会長。元タイムスリップの魔女。「相手の過去に関われる能力」の持ち主だった。キスした相手の過去に飛び、相手の過去を見られる。うらら曰く「誰かの“今”を幸せにする能力」。パーカーを着用しているが、校則でパーカーは禁止されている。
キザで、山田曰く暗殺者のような見た目をしている。山田たちなど先輩に対して尊大に接するが、宮村だけには心酔しており宮村会長時代の秘書である山田に敵愾心を抱いている。実は気が小さく、高校デビューだった。山田は黒崎が何も変わっていないから能力を手に入れたと考えている。
7人目の魔女の能力を受けて記憶を失くしたが玉木が山田に関する記憶を教えていたため、山田のことは分かっている。儀式の後、完全に記憶が戻った。
10年後の後日談では大学在学中にホステスのバイトをしていた時期があり、酒に弱いためすぐやめるかと思われたがその店のNo.1になるほど長い期間続くも突然失踪。気付けば池袋に位置するイケメンカレー屋の店長となっていた。
詫摩 類（たくま るい）
2年D組→3年。人間観察部部長。元6人目及び7人目の魔女。西園寺リカの”記憶操作の能力”の後継者で、「7人すべての魔女を知った相手の魔女にまつわる記憶を消す能力」と「全ての魔女を探知する能力」の持ち主だった。魔女であることを認知していれば、ナンシー側の魔女も見ることが可能。能力と自身の頭脳により、人間関係を知れることを一番気に入っている。今まで能力を使ったことがない。知能が図抜けて高く、うららより成績は上。貧血持ちのため、いつも杖を持ち歩いている。
魔女の能力がキスで発動する理由と、自身の能力に興味を持っている。7人目の魔女となってからは学校が楽しいらしい。実は二重人格で、6人目の魔女の能力はもう1人の詫摩(黒詫摩と呼ばれている)が保持する。過去に黒詫摩が詫摩の人格を消そうと魔女探しを始め、やがてうららに魔の手を伸ばしたため山田と乱闘事件を起こし、山田に勝っている。その後に魔女のことを触れ回り学校中が大騒ぎに発展し、生徒会はこの事態を収拾しようにも7人目の魔女の能力では及ばず、儀式によって全校生徒の3学期の記憶が一斉消去される原因となった。黒詫摩が持っていた魔女の能力の詳細は不明。山田を除いた全校生徒からうららについての記憶が消されたことで魔女の能力も消失し、黒詫摩に人格を消される心配も無くなった。
余談だが、アニメ5話の成績上位リストにて白石うららの下に詫摩類という名前がある。
10年後の後日談では副業で神父をやっており、山田とうららの結婚式の神父を務めた。
一条 政宗（いちじょう まさむね）
2年J組→3年。握手で相手に能力をかけられる元扇動の魔女。「扇動の能力」の持ち主だった。対象は複数可。人の気持ちを煽り立て集団心理により増幅させ、結果的に行動を起こせる。宮村から会長の座を奪おうと大勢の生徒に能力をかけてリコール運動を立ち上げ、リコールを成立させる。
成立後の次期生徒会長に立候補し選挙活動を行うも、潮が7人目の魔女の能力を行使したことにより全校生徒から忘れられた。描写はないが儀式後は全校生徒に記憶を取り戻してもらえたと思われる。
三浦 悠理（みうら ゆうり）
1年H組→2年。元将棋部員。生徒会秘書→会長。頭突きで相手に能力をかけられる元操作の魔女。「操作の能力」の持ち主だった。対象は単体のみ。八十島曰く「姫川そらに好意を持っている」らしい。姫川とは家が隣同士の幼なじみ。
姫川がナンシーに記憶を消させた当時はまだ朱雀高校に入学していなかったため、事前に姫川から聞かされていた全てのことを覚えている。
朱雀高校を「あるべき姿に戻す」ためそれを止めようとするもの（ナンシー）と戦っていたらしく、悠理自身はかつて山田が姫川を傷つけた経緯の真相を探るため行動した結果、玉木の秘書となっていた。山田たち3年が卒業後は生徒会会長に就任した。
10年後の後日談では姫川と結婚し、1人の子どもに恵まれた。
鈴原 光（すずはら ひかる）
1年B組→2年。超常現象研究部員。元虜の魔女。「キスによって相手の心を虜にする能力」の持ち主で、寧々と同様の能力と思われる。
高校進学には興味がなく双子の兄である鈴原蛍だけが朱雀高校進学を決めるも、入学前に蛍が事故に遭ってしまい光が替え玉として入学。高校で友達を作ることは蛍のためであったが、本心では自分も学園生活を楽しみたいと思っていたのが魔女となる要因だった。
玉木から翌年正規での受験を勧められ、超研部員から勉強を教えてもらっていた。後に編入試験を合格、転校生として正式に朱雀高校の生徒となった。
10年後の後日談では、蛍と共に身長が190cmまで伸びていた。
アレックス・スペンサー
3年H組→卒業。元入れ替わりの魔女。「キスした相手と身体を入れ替える能力」の持ち主で、うららや清集院と同様の能力と思われる。日本語はペラペラで、4月にアメリカから留学してきた。
文化の違いも相俟ってコミュニケーションが取りづらく、入学当初は持て囃されていたが徐々に「ボッチ」となっていた。それについて寧々から気にかけられ、山田の助力で一気に人気者となった。
猿島の家にホームステイしており、山田と接触する前に猿島から魔女の能力についてを聞いていた。寧々に好意を抱いている様子が窺え、山田家での勉強会において自身の能力で寧々と入れ替わった際は嬉しそうにしていた。

### 生徒会

#### 現生徒会
第172話から立ち上がった、玉木を会長とする代の生徒会組織。朱雀高校史上初の生徒会長選挙により選出された。前生徒会からは寧々・黒崎・有栖川が残っており、黒崎と有栖川は副会長の任を継続しているが、寧々の正確な役職は不明（現生徒会とは便宜上の呼び方であり、作中に登場するものではない）。
玉木 真一（たまき しんいち）
声 - 立花慎之介
2年H組→3年。前生徒会会計→現生徒会長
誕生日：漫画 - 1996年3月21日、アニメ - 1999年3月21日 / 星座：牡羊座 / 血液型：A型 / 身長：165cm
次期生徒会長の座を狙っていた読書好き。「キスをした魔女の能力を吸い取る能力」の持ち主で、登場当初は飛鳥からキャプチャーした透明人間の能力を保持していた。奪った能力はもう一度キスすることで魔女に返せる。巨乳は好きだが、大きすぎずちょうど良いサイズが好みらしい。得意教科は社会科で、体育では球技や陸上競技は苦手だがダンスは得意。本人曰く生意気な妹がいる。
山崎の指示で色々と動いていたが、山田が7人目の魔女の名を山崎へ伝えるのをたまたま聞いてしまったため、リカに山田同様周囲から自身に関する記憶を消される。その後は山田に協力し、儀式後宮村に新生徒会会計へ任命される。元々寂しがり屋な面があり、「生徒会」という仲間ができたことを喜んでいる。生徒会に所属してからは飛鳥を驚かせるほどの変貌を遂げた。
リコール成立後の次期生徒会長選挙に立候補し、寧々のサポートの元で選挙活動を実施していた。選挙では応援演説を務めた寧々が悠理の能力をかけられ、敗れるかに思えたが潮の記憶消去の能力によってどうにか生徒会長に就任。
しかし、最初の儀式を終えた時から能力が消失していたのをナンシーから指摘されたことを明かす。
10年後の後日談では、かねての夢であった公務員と両立させながら趣味の妄想を綴った同人ライトノベルをコミフェスなどで、毎年のお盆と年末に有休を取って頒布している。
三浦 悠理
将棋部元部員・会長秘書および次期生徒会長。詳細は#三浦悠理を参照。

#### 前生徒会
第92話から立ち上がった、宮村を会長とする代の生徒会組織。将棋部の魔女たちによって起こされた「生徒会リコール運動」が生徒の過半数を占めたためリコールが成立。生徒会長が次の生徒会長を指名する制度は、これによって壊れた（前生徒会とは便宜上の呼び方であり、作中に登場するものではない）。
宮村 虎之介
元生徒会副会長→前生徒会長。詳細は#宮村虎之介を参照。
山田 竜
前生徒会長秘書。詳細は#山田竜を参照。
小田切 寧々
元生徒会副会長→前生徒会書記。詳細は#小田切寧々を参照。
玉木 真一（たまき しんいち）
前生徒会会計→生徒会長。詳細は#現生徒会を参照。
黒崎 仁（くろさき じん）
1年。前および現副会長。詳細は#黒崎仁を参照。
有栖川 翠（ありすがわ みどり）
1年H組。前および現副会長。天然で巨乳。打算的な面を持ち、大学推薦で有利だと考え副会長に立候補した。
演技力が高く、入れ替わりの能力で入れ替わった相手に上手くなりきれる。
7人目の魔女の能力を受けて記憶を失くしたが玉木が山田に関する記憶を教えたため、山田のことは分かっている。儀式後は完全に記憶を取り戻した。
実は有栖川グループの御令嬢。
10年後の後日談ではグループ関連企業でOLとして務めており、両親との確執もあったが現在は和解している。黒崎が働いていたホストクラブにもたまに遊びに行っていたらしい。

#### 旧生徒会
上記「前生徒会」の一代前の、連載開始時の生徒会を指す。西園寺組の儀式の後、正式な指名手続きを経て解散した（旧生徒会とは便宜上の呼び方であり、作中に登場するものではない）。
山崎 春馬（やまざき はるま）
声 - 福山潤 / 演 - 徳山秀典
誕生日：漫画 - 1994年4月1日、テレビドラマ - 1995年4月1日、アニメ - 1997年4月1日 / 星座：牡羊座 / 血液型：AB型 / 身長：178cm
3年→卒業。元生徒会長。一見女好きですっとぼけた性格だが、宮村曰く「とんでもないタヌキ」。小さい頃からジグソーパズルが趣味で、完成した後は破壊している。本人曰く「人生は破壊と構築の繰り返し」。
リカから全ての魔女を教えてもらっているため、魔女に関する情報を握っている。また、玉木を利用して色んな魔女の能力を消していた。
超常現象研究部の元部員であり、レオナと共に魔女について調べていた。途中で接触してきたリカから正体を明かされたため、レオナを守るべく学校から逃がした。のちに魔女やレオナに関する記憶を消されたが、リカから色々と吹き込まれたことで生徒会長になった。再び学校にやってきたレオナと顔を合わせ自分が記憶を消されていることに気づき、真実を知るため山田たちの儀式実行を黙認。その後は記憶を取り戻し、生徒会長の座を宮村に譲った。
以前はリカの観測手であったため、彼女のことを忘れなかった。また、能力者の現在地を把握できていた。
卒業式当日、恋仲にあったレオナへ告白するも玉砕。大学進学後も度々登場して山田たちにアドバイスを送っていた。
10年後の後日談では広告関連の会社に勤務。大学時代は羽を伸ばしすぎたせいで2回留年して山田たちの後輩になった時期があり、自宅では山田・詫摩・宮村と一緒によく麻雀大会を開いていた。
【ドラマ版の設定】「キスをした魔女の能力を吸い取る能力」の持ち主。
飛鳥 美琴（あすか みこと）
3年C組→卒業。元副会長兼生徒会長秘書。詳細は#飛鳥美琴を参照。
猪瀬 じゅん（いのせ じゅん）
声 - 田澤茉純 / 演 - 永江祐貴（入れ替わり時：山本裕典）
1年→2年。元生徒会会計兼書記の女子生徒。
常にフード付きの服を着用している。ドラマ版では次期会長候補の男子生徒・猪瀬潤として登場。

### 将棋部
玉木が生徒会長へ就任したことにより、現在は廃部。
飛鳥 美琴（あすか みこと）
3年C組→卒業。元将棋部部長。詳細は#飛鳥美琴を参照。
五十嵐 潮（いがらし うしお）
2年H組→3年。元将棋部副部長。詳細は#五十嵐潮を参照。
三浦 悠理（みうら ゆうり）
1年H組→2年。詳細は#三浦悠理を参照。
萩原 六太（はぎわら むった）
1年B組→2年。運動神経抜群。魔女ではない。
八十島 かおり（やそじま かおり）
1年C組→2年。ノアをいじめていた過去を持つが現在は和解している。魔女ではない。

### ポエム部
五十嵐 潮（いがらし うしお）
2年H組→3年。ポエム部部長。詳細は#五十嵐潮　を参照。
滝川 ノア（たきがわ ノア）
1年C組→2年。詳細は#滝川ノアを参照。

### 魔女の関係者
五十嵐 潮（いがらし うしお）
声 - 小野大輔 / 演 - 間宮祥太朗
誕生日：漫画 - 1995年10月5日、テレビドラマ - 1996年10月5日、アニメ - 1998年10月5日 / 星座：天秤座 / 血液型：B型 / 身長：183cm
2年H組→3年。将棋部元副部長、ポエム部部長。山田の中学時代の親友で元不良。実は料理が得意で、好物はハンバーグ。江という弟がいる。山田と同じく不良の世界から足を洗い、楽しい高校生活を夢見て朱雀高校に進学したが周りに馴染めず、再び山田とつるみ始めるがその後の暴行事件をきっかけに山田とは疎遠になっていた。初期は寧々の補佐役を務めていた。魔女の能力とは関係なく寧々に好意を寄せている。山田からは「潮」、それ以外の多くの人物からは「潮君」と呼ばれている（椿のみ「イガピー」と呼んでいる）。この呼び方の違いから、山田がうららと入れ替わったのを見破ったこともある。
リカによって山田たちと魔女に関する記憶を失うが、後に記憶を取り戻す。
儀式後、飛鳥と共に将棋部創設を申請し副部長になった。また、ノートの上下巻を盗んでいる。
「キスをした魔女の能力を吸い取る能力」の持ち主で、ナンシーの能力を保有していた。
過去にナンシーから記憶を操作されており、1年の時は山田・寧々・ナンシー・姫川と親密な関係にあった。
10年後の後日談では出版社へ就職、絵本の編集として働いている。寧々と結ばれて2児の父となった。
シド
2年H組→3年。ナンシーをサポートしている。魔女の能力を調べ、エクセルやパワーポイントを駆使して魔女に能力をかけられた生徒の数を表やグラフにして管理している。
ナンシーの観測手であったが、現在はナンシーが能力を保持していないため観測手ではない。
亀田 満（かめだ みつる）
声 - 小野友樹
2年D組→3年。大塚の友人で、小太りな体型。語尾に「〜ぞな」をつけるのが口癖。
鶴川 秀明（つるかわ ひであき）
声 - 杉田智和
2年E組→3年。大塚の友人で、メガネをかけている。大塚に山田を仲間に加えるよう勧めた。
浅野 蓮（あさの れん）
声 - 石川界人 / 演 - 上鶴徹
1年H組→2年。ノアの仲間。山田と五十嵐の同じ中学の後輩で、かつて名の通った不良だった。夏休みに他校の生徒と乱闘したことになっていた。
リカによって山田たちと魔女に関する記憶を失うが、後に記憶を取り戻す。
【ドラマ版の設定】朱咲高校1年D組。軽音楽部所属だったが部員と揉め、3か月で退部。
渋谷 敬吾（しぶたに けいご）
声 - 斉藤壮馬 / 演 - 佐藤永典
1年→2年。ノアの仲間。サッカー部のエースだったが、体育祭でボイコット事件を起こしたことになっていた。
リカによって山田たちと魔女に関する記憶を失うが、後に記憶を取り戻す。
【ドラマ版の設定】朱咲高校1年C組。サッカー部。春に行われた練習試合後、レギュラー落ちになり頻繁に部活を休むようになる。
深沢 冴子（ふかざわ さえこ）
声 - 新田恵海（入れ替わり時：早見沙織）/ 演 - 相楽樹
1年→2年。ノアの仲間で、学年一の秀才。期末テストで集団カンニング事件を起こしたことになっていた。
リカによって山田たちと魔女に関する記憶を失うが、同じく記憶を失って暴走したノアを止めてもらえるよう山田たちに依頼した。後に記憶を取り戻す。
【ドラマ版の設定】朱咲高校1年B組の特別進学コース。成績が落ちて授業にもついていけず、さぼり癖がついてしまう。
鈴原 蛍（すずはら ほたる）
鈴原光の双子の兄。とても優しく女の子のような容姿で、粗暴な光とは正反対の温和な性格。
本来は自身が朱雀高校へ入学する予定だったが、交通事故に遭ったことで入学できなかったため光が替え玉として学校生活を送っていた。
10年後の後日談では、光と共に身長が190cmまで伸びていた。
委員長（いいんちょう）
1年から山田と同じクラスでクラス委員長をしている女子生徒。本名は『土生田 すみれ』だが、みんな読めないので『委員長』と呼ばれていることを作者がTwitterにて明かしている。
おかっぱ頭と渦巻き模様の丸メガネで、いかにも委員長といった容姿と真面目な性格であるがメガネを取るとかなりの美人で、人の恋愛話や占いが好きな一面も持っている。
7人目の魔女による記憶操作や儀式による記憶消去の影響を受けておらず、全校生徒で唯一全ての記憶を保持している完全記憶者であることが明らかになる。
初登場の第53話では委員長と同じ顔をした人物が玉木と同じ2年H組に所属している描写があるが、第66話以降は山田と同じクラスである設定が優先されている。

### 主要人物の家族
山田 巽美（やまだ たつみ）
声 - 日高里菜
山田の妹。イケメンという理由で宮村を簡単に家へ入れるなど少し天然なところがある。外見は兄・竜とは全然似ていない。子供っぽい下着を穿く。
10年後の後日談では結婚式会場の控え室にいた竜を呼び寄せた。
山田 十和子（やまだ とわこ）
山田と巽美の母。夫に対してやや厳しめ。
宮村 レオナ（みやむら レオナ）
声 - 沢城みゆき（入れ替わり時：早見沙織）/ 演 - 中別府葵
誕生日：漫画 - 1994年6月27日、テレビドラマ - 1995年6月27日、アニメ - 1997年6月27日 / 星座：蟹座 / 血液型：O型 / 身長：168cm
宮村の1歳上の姉。山崎と共に超常現象研究部へ所属し、魔女について調べていたが正体を明かしたリカの記憶操作から逃れるため自宅へと逃げ、以降不登校を続けていた。山田が超常現象研究部から忘れ去られ孤立して以降、彼の数少ない協力者となる。リカが山田に協力することを条件に登校し、リカに記憶を消された。その後、儀式によって記憶が戻る。
卒業式当日、想いを寄せていた山崎に告白されるも魔女の能力を使ってまで自分の本心を知りだそうとした彼のやり方に落胆し、門前払いした。しかし「本当に自分のことが好きならば、またもう一度告白してくる」と述べ、その際には受け入れる姿勢を見せた。
趣味はハサミ集めで、幼少期において初めて使った時にその魅力に取りつかれたことから。口調が昔めいているのは日本の文学書を読んだ影響。作者の公式Twitterにあるイラストによれば料理は下手な模様。
大学進学後は海外留学しているため日本には不在。10年後の後日談では考古学者となり、山崎とは未だに結ばれていない。
【ドラマ版の設定】リカの友達。元超常現象研究部。リカとキスをしたことで彼女のことを全て忘れてしまい、その後は学校にも行かず引きこもっている。

### その他の生徒・キャラクター
君島 カレン（きみしま カレン）
声 - 中原麻衣
2年E組→3年。女子弓道部部長。旧校舎の解体に唯一反対していた。その理由として部の伝統だった「心技一体」の完成という信念があったのだが、山田の機転で完成した光景を見られたため賛成票を挙げて旧校舎は解体に入った。以降は山田に恋心を抱くようになった模様。
佐々木 凜（ささき りん）
声 - 南里侑香 / 演 - 足立梨花
2年B組→3年。うららに陰湿ないじめを繰り返していたグループのリーダー。うららへのいじめに対して罪悪感を一切持っていなかったため、うららの身体に入った山田に制裁として殴りかかられるも山田の身体に入ったうららが止めに入ったところ代わりに殴り飛ばされ、それを見て恐怖で真っ青になり逃げ出した。以前は山田のことを「ゴミ」「クズ」呼ばわりしていたが、この事件で「身を挺して守ってくれた」「私に夢中」と勘違いして山田に惚れた。
園山 キク（そのやま キク）
朱雀高校勤務歴25年のベテラン教師。連載開始時の2年生生活指導担当。下巻ノートの情報から7人目の魔女ではないかと疑われた。名前が明かされたのは第61話であるが、初登場は第32話。
大島 隆（おおしま たかし）・小田 真由美（おだ まゆみ）・横川 秀典（よこかわ ひでのり）
1年→2年。新生徒会の副会長立候補者の内、黒崎・有栖川と共に最終候補まで残っていたが面接にて山田と宮村たちとで接する態度を180度変えていたため、失格となった。
安藤 みつき（あんどう みつき）
2年D組→3年。生徒会組織のボランティア部所属。宮村に惚れていたが関係が進展せず、宮村に頼られている萌黄から生徒情報の書かれたメモを盗んだ。宮村が安藤を意に介していなかったのは、絶望的なセンスのラブレターを当時秘書だった山田が怪文書と勘違いして処分していたからでもあった。最終的に事件の記憶を消されることを拒んだため、超研部・生徒会・将棋部のいずれにも属さず魔女の存在を知る数少ない人物となる。
そばっしー
山田がこよなく愛する、焼きそばパンの妖精という設定の作中世界内の架空キャラクター。焼きそばパンに手・足・目・口が付いた形状をしており、目線は常に少し上向き。手持ちサイズのそばっしーは山田や宮村を介することで自我を持ち、言葉を発せる（つまりただの腹話術）。語尾が「ばっしー」で、興奮すると激しく揺れる等、見た目や言動が千葉県を拠点とする人気キャラクターに似ている。リボンとまつ毛の違いだけの妹「そば美」も存在する。作中ではハンカチ・がま口・抱き枕・中華まんなどのキャラクターグッズが登場する（山田の部屋にあるそばっしー抱き枕は、妹の巽美から誕生日に贈られたもの）。中でも「焼きそばの香り付きキーホルダー」は激レア商品である。
同作者の次作『カッコウの許嫁』の世界内にもしばしば登場している。

### ドラマ版オリジナルキャラクター
緑川（みどりかわ）
演 - 土屋裕一
遠田（とおだ）
演 - 小松利昌
卓球部顧問。第1話と第5話に登場。第1話で山田が入ったうららを呼び止め、うららをモデルにした絵を描く際にセクハラまがいの行為をしたため、山田が入ったうららに指導と称して股間を蹴られた。第5話では山田に「（猿島とキスをして見た）うららが階段から落ちて頭から血を流している未来」を詳しく知るためにキスをされた。うららが階段から落ちた原因は校舎の廊下でパス練習をしていたバスケットボール部員の投げた球が頭に当たったもので、遠田は部員に注意をした（うららは山田が入って受け身をとったため怪我をする未来を回避した）。
橋本（はしもと）
演 - まいど豊
朱咲高校生徒。
大塚 美栄子（おおつか みえこ）
演 - 阿知波悟美
芽子の母親。芽子に父親の病院を継いで欲しいと願っていたが、芽子の「漫画家になりたい」という夢を承諾した。
マロン
声 - 平泉成（友情出演）
芽子の飼い犬。柴犬のようだがポメラニアン。

## 用語
魔女（まじょ）
本項では、作中の設定について説明する。キスすることによって特殊能力が発揮され、魔女たちは互いに能力をかけることができない（記憶操作の魔女を除く）。7人全員が揃って儀式を行えば願い事を叶えられる。魔女にはうららや寧々など生徒会や超常現象研究部が確認していた魔女グループと、紺野にナンシーなど生徒会や超常現象研究部が知らなかった魔女グループからなる2つのグループがあることが確認されている。また、後者のグループのうち読心と未来予知の能力は媒介を使用することにより、キスせずに能力をかけられることがわかっている（他の能力は不明）。うららたちが能力を失った後、黒崎・詫摩など新たな魔女グループが誕生している。学校を卒業または退学となった場合、魔女の能力は消えてしまう。
7人目の魔女（ななにんめのまじょ）
魔女の中でも、記憶操作の能力を持つ魔女のみを指す。他6人の魔女に共通する法則が通じなかったり、複数の能力を有していることから「別格」とされている。記憶操作の他に儀式を発動したり、能力を宿している人間を見分けられる、自身の観測手を選定する能力などがある。
魔女殺し（まじょごろし）
玉木が自分の能力を元に命名した、魔女の能力が効かない能力者。コピーの能力を持つ山田とキャプチャーの能力を持っていた玉木、潮（ドラマ版では山崎春馬）のことを指す。男子しか能力者は確認されていない。
朱雀高校（すざくこうこう）
東京にある有名私立進学校で、1学年10クラスもあるマンモス校。生徒会長がこの学校における絶対権力者で、就任した際には活動において必要なものを1つ貰える。追試において80点以下を取れば退学処分が下される。作中における夏休みまでは旧校舎が新校舎と同じ敷地にあった。主に合宿所として利用されているクラブハウスが存在する。
この学校には、他の学校と違って在学している生徒が魔女または魔女殺しとなることがある。しかし能力の存在に気付いているのは、魔女や魔女殺しの周辺の人たちあるいは生徒会のみである。
超常現象研究部（ちょうじょうげんしょうけんきゅうぶ）
山田、うらら、宮村、雅、椿、蛍が所属していた部活。うららが部長、宮村が副部長を務める。主に朱雀高校に存在する魔女伝説について調べている。以前は山崎とレオナが所属しており、その頃はリカが仮入部していた。儀式によって魔女の能力が消えてからはこれといって活動していなかったが、生徒会を中心に新たな魔女（実は以前から存在した魔女）を探し始めたことで活動再開。山田らの卒業後はノアが部長となり、部員として蛍と光が所属した。
10年後の後日談でも、部活動は継続中となっている。
ノート
「トイレの花子さん」や「放課後の13階段」などといったありきたりな話から、「朱雀高校の魔女伝説」といった話が記載されている。上下巻に分かれていて儀式前までは上巻は超常現象部に置いてあり、下巻は朱雀高校のクラブハウスにある超常現象研究部の部室に置いてあったものをノアが所持していた。儀式後にどちらも飛鳥たちに盗まれている。
儀式（ぎしき）
生徒会室の隣の部屋にある祭壇によって隠されている魔法陣の上で7人の魔女が手を繋いで、その場にいる全員が目を閉じることによって行える。儀式の間のみ魔法陣の中心にいる人と7人目の魔女以外の時間は止まる。7人目の魔女とキスした時に願った事が叶う。山田は「この学校から魔女の能力を消してくれ」と願ったが、儀式を行った際の7人の能力が失われただけで魔女の能力は黒崎や詫摩といった新たな7人に受け継がれた。
同じ魔女での儀式は一度しかできない。
観測手（スポッター）
7人目の魔女が記憶操作の能力を使った時、その代償として7人目の魔女は生徒全員からその存在を忘れられる。しかし事前にキスをした最初の1人目だけは、7人目の魔女のことを決して忘れることのない存在・観測手（スポッター）となれる。山崎をはじめ歴代の生徒会長がこの役を担っていたとされている。リカの観測手が山崎、ナンシーの観測手がシド、山田の観測手がノアである。
完全記憶者（アカシックレコード）
魔女ノートを執筆した人物が巻末に記した自己の能力の分類名。7人目の魔女の記憶操作や儀式の記憶消去の影響は一切受けず、文字通り全てを完全に記憶している存在。
現在では委員長のみ確認されているが、出自や存在理由などは一切不明。グアムで山田が委員長の未来を予知したことから、記憶関係以外の魔女の能力は通用するとされている。
始まりの魔女
全ての魔女の能力の生みの親。詫摩には「全ての魔女は始まりの魔女と共にある」と言われている。3年間の学校生活を自分の望むように送れる代わりに、卒業後(朱雀高校を去った時も同様)、学校の全ての人間(完全記憶者も含む)の記憶から消える。
現在はうららが始まりの魔女である。うららは転校時に自身の3年間の記憶を代償に、山田にのみ自分との記憶を残した。

## 書誌情報
- 吉河美希『山田くんと7人の魔女』 講談社〈講談社コミックス〉、全28巻[12]
  1. 2012年6月15日発売、ISBN 978-4-06-384696-6
  2. 2012年8月17日発売、ISBN 978-4-06-384727-7
  3. 2012年10月17日発売、ISBN 978-4-06-384754-3
  4. 2012年12月17日発売、ISBN 978-4-06-384789-5
  5. 2013年2月15日発売、ISBN 978-4-06-384819-9
  6. 2013年4月17日発売、ISBN 978-4-06-384857-1
  7. 2013年6月17日発売、ISBN 978-4-06-384882-3
  8. 2013年8月16日発売、ISBN 978-4-06-394916-2
  9. 2013年9月17日発売、ISBN 978-4-06-394928-5
  10. 2013年12月17日発売、ISBN 978-4-06-394986-5
  11. 2014年3月17日発売、ISBN 978-4-06-395011-3
  12. 2014年5月16日発売、ISBN 978-4-06-395080-9
  13. 2014年7月17日発売、ISBN 978-4-06-395126-4
  14. 2014年9月17日発売、ISBN 978-4-06-395190-5
  15. 2014年12月17日発売、ISBN 978-4-06-395264-3
    - DVD同梱版、ISBN 978-4-06-358724-1

  16. 2015年3月17日発売、ISBN 978-4-06395347-3
  17. 2015年5月15日発売、ISBN 978-4-06395396-1
    - DVD同梱版、ISBN 978-4-06-358726-5

  18. 2015年7月17日発売、ISBN 978-4-06-395438-8
    - CD同梱版、ISBN 978-4-06-362292-8

  19. 2015年9月17日発売、ISBN 978-4-06-395495-1
  20. 2015年11月17日発売、ISBN 978-4-06-395545-3
  21. 2016年1月15日発売、ISBN 978-4-06-395581-1
  22. 2016年3月17日発売、ISBN 978-4-06-395622-1
  23. 2016年5月17日発売、ISBN 978-4-06-395674-0
  24. 2016年7月15日発売、ISBN 978-4-06-395714-3
  25. 2016年10月17日発売、ISBN 978-4-06-395769-3
  26. 2016年12月16日発売、ISBN 978-4-06-395830-0
  27. 2017年2月17日発売、ISBN 978-4-06-395873-7
  28. 2017年4月17日発売、ISBN 978-4-06-395920-8
    - 特装版、ISBN 978-4-06-362354-3

## テレビドラマ
2013年8月10日から9月28日まで、フジテレビ系土ドラ枠にて放送された。なお、7月は『EAFF 東アジアカップ 2013』などが放送される都合上、放送開始は8月となった。主演は西内まりや。
キャッチコピーは「魔女はキスが好き。」。

### スタッフ
- 原作 - 吉河美希『山田くんと7人の魔女』（週刊少年マガジン連載中）
- 脚本 - 小川真
- 音楽 - 佐橋俊彦
- 演出 - 星護、高丸雅隆
- 主題歌 - 前田敦子「タイムマシンなんていらない」（You, Be Cool!）[16]
- 演出補 - 淵上正人
- タイトルロゴデザイン - 金森理恵
- タイトルバック - 田中雅文
- スタントコーディネート - 釼持誠
- 選曲 - 近藤隆史
- 漫画・イラスト協力 - 北条晶
- 撮影協力 - 埼玉県立三郷工業技術高等学校
- Special Thanks - SUMMER NUDE（第5話）
- 編成 - 細貝康介
- 編成企画 - 清水一幸
- 企画協力 - 鹿内植
- プロデュース - 柳川由起子
- プロデュース補 - 上久保友貴
- 制作 - フジテレビ
- 制作著作 - 共同テレビ

### 放送日程
| 各話                                                      | 放送日  | サブタイトル | 演出     | 視聴率 |
| --------------------------------------------------------- | ------- | ------------ | -------- | ------ |
| 第1話                                                     | 8月10日 | イレカワリ   | 星護     | 06.9%  |
| 第2話                                                     | 8月17日 | トリコ       | 星護     | 07.3%  |
| 第3話                                                     | 8月24日 | テレパシー   | 高丸雅隆 | 05.2%  |
| 第4話                                                     | 8月31日 | トラウマ     | 星護     | 05.7%  |
| 第5話                                                     | 9月07日 | ミライトウシ | 高丸雅隆 | 06.9%  |
| 第6話                                                     | 9月14日 | トウメイ人間 | 星護     | 06.3%  |
| 第7話                                                     | 9月21日 | キオクソウサ | 高丸雅隆 | 06.6%  |
| 最終話                                                    | 9月28日 | 魔女封印     | 星護     | 05.5%  |
| 平均視聴率 6.3%（視聴率は関東地区・ビデオリサーチ社調べ） |         |              |          |        |

### コラボレーションCM
バカリくんと7人の美女
前番組の『高校入試』『カラマーゾフの兄弟』『間違われちゃった男』に続き、筆頭スポンサー・日産自動車による土ドラ枠限定のインフォマーシャル「NISSAN ドラマinドラマ」を放送。今回はそのSEASON4として『バカリくんと7人の美女』を放送している。過去の作品に引き続き、バカリズムが出演。バカリズムが「バカリくん」を演じ、そして各話ごとに美女が登場し、公式HP上で行っている美女総選挙によって、7人の美女の中から最終話でバカリくんとキスする相手が決まる。第1・最終話に美女1（演：佐藤すみれ）、第2話に美女2（演：新井ひとみ）、岩清水（演：曇天三男坊）、第3話に美女3（演：山田朱莉）、第4話に美女4（演：吉川千愛）、第5話に美女5（演：今野杏南）、第6話に美女6（演：岡本夏生）、第7話に美女7（演：浅見千代子）が登場。CMナレーションは白石うらら（演：西内まりや）が担当し、本編にも出演している山田竜（演：山本裕典）が第1・7話、小田切寧々（演：大野いと）が第2・4話、大塚芽子（演：美山加恋）が第3話、飛鳥美琴（演：小林涼子）が第4話、滝川ノア（演：松井愛莉）が第5話、猿島マリア（演：小島藤子）が第6話、宮村虎之介（演：井出卓也）が第7話に登場した。
宮村くんと2人の秘書
今作品からスポンサー・サムスン電子による土ドラ枠限定のインフォマーシャル「GALAXYS4 ドラマinドラマ」を放送。タイトルは『宮村くんと2人の秘書』。本編にも出演している次期生徒会長候補の宮村虎之介（演：井出卓也）が2人の秘書（演：土屋太鳳、古畑星夏）と生徒会長になるための戦略会議を開く中でGALAXYS4の機能を紹介していく物語となっている。一部本編とリンクするエピソードが放送されている。

### 関連商品
山田くんと7人の魔女 DVD-BOX
2014年2月7日発売。発売元はTCエンタテインメント。
サウンドトラック
CDとしてのリリースは無いが、フジテレビ携帯サイト内「フジテレビ♪フジメロ」で以下のBGMが配信されている。
- 『「山田くんと7人の魔女」メインテーマ』・「Kiss!」・「孤独な優等生」・「脳天気な学園生活」・「Girls in Techno」・「フィナーレ」

### 備考
- 裏番組で同じ週刊少年マガジン連載のテレビアニメ『君のいる町』（テレビ東京）が放送される事態となった。

| フジテレビ 土ドラ                            | フジテレビ 土ドラ                             | フジテレビ 土ドラ                            |
| 前番組                                       | 番組名                                        | 次番組                                       |
| -------------------------------------------- | --------------------------------------------- | -------------------------------------------- |
| 間違われちゃった男 （2013.4.13 - 2013.6.22） | 山田くんと7人の魔女 （2013.8.10 - 2013.9.28） | ハニー・トラップ （2013.10.19 - 2013.12.21） |

## アニメ
2013年8月24日にアニメーションPVがYouTubeにて配信開始。その後同じスタッフによるOAD第1話が2014年12月発売の単行本第15巻特装版に、第2話が2015年5月発売予定の単行本第17巻特装版にそれぞれDVDとして収録。
テレビアニメは2015年4月から6月までTOKYO MX・テレビ愛知・読売テレビ・TVQ九州放送・テレビ北海道・西日本放送・熊本放送他にて放送された。

### スタッフ（アニメ）
- 原作 - 吉河美希
- 監督 - 宅野誠起
- 助監督 - 臼井文明
- シリーズ構成 - 塚本のりこ（OAD）、横手美智子（TV）
- キャラクターデザイン - 飯田恵理子
- サブキャラクターデザイン - 伊藤依織子
- 美術デザイン - 泉寛
- 美術監督 - 徳田俊之
- 色彩設計 - 池田ひとみ
- 特殊効果 - 石原智美
- 撮影監督 - 石塚恵子
- CGディレクター - 横山貴央
- 編集 - 廣瀬清志
- 音響監督 - 鶴岡陽太
- 音楽 - 横山克
- 音楽制作 - A-Sketch
- 音楽プロデューサー - 中川岳
- プロデューサー
  - OAD - 関谷将人、鈴木一司、永盛拓也
  - TV - 吉冨大、立石謙介、平澤直、遠藤哲哉、中川岳、上阪直也、鷹野浩士、柳村努、酒井大、千葉朋弘
- アニメーションプロデューサー - 柴宏和
- アニメーション制作 - ライデンフィルム
- 製作
  - OAD - 講談社
  - TV - 2014「やまじょ」製作委員会（アミューズ、講談社、ウルトラスーパーピクチャーズ、電通、A-Sketch、メモリーテック・ホールディングス、フロンティアワークス、アニマティック、ローソンエンタテインメント、XING）

### 主題歌
OAD
イメージソング「ding!ging!dong!」
作詞・編曲 - やしきん / 作曲 - 高藤大樹 / 歌 - エルシ
エンディングテーマ「オドループ」
作詞・作曲 - 三原康司 / 編曲・歌 - フレデリック
第2話挿入歌「ding!ging!dong!」
作詞・編曲 - やしきん / 作曲 - 高藤大樹 / 歌 - 白石うらら（早見沙織）、伊藤雅（内田真礼）、小田切寧々（喜多村英梨）
TVアニメ
オープニングテーマ「くちづけDiamond」
作詞 - 河邉徹 / 作曲 - 杉本雄治 / 編曲 - WEAVER、河野圭 / 歌 - WEAVER
第7・8・11話では挿入歌として使用された。
エンディングテーマ「CANDY MAGIC」
作詞・作曲 - ユカ / 編曲 - ARCHITECT / 歌 - みみめめMIMI

### 各話リスト
| 話数 | サブタイトル                                     | 脚本       | 絵コンテ                                    | 演出                                        | 作画監督                                                                                    | 総作画監督 |
| ---- | ------------------------------------------------ | ---------- | ------------------------------------------- | ------------------------------------------- | ------------------------------------------------------------------------------------------- | ---------- |
| 1    | もうひとつの朱雀祭 温泉合宿だよ！？ 全員集合ッ！ | 塚本のりこ | 宅野誠起                                    | 宅野誠起 臼井文明                           | 冨谷美香 岡本達明                                                                           | 寺尾憲治   |
| 2    | もうひとつの朱雀祭 歌え！踊れ！超常現象研究部！  | 塚本のりこ | 臼井文明 （ダンスパート） 宅野誠起 井出安軌 | 臼井文明 （ダンスパート） 宅野誠起 山下英美 | 飯塚正則 梶浦紳一郎 木下裕考 鳥山冬美 中島美子 増田俊介 吉本拓二 中野良一 松岡謙治 西脇拓己 | 冨谷美香   |

| 話数   | サブタイトル                       | 脚本       | 絵コンテ       | 演出              | 作画監督                                                                                           | 総作画監督 |
| ------ | ---------------------------------- | ---------- | -------------- | ----------------- | -------------------------------------------------------------------------------------------------- | ---------- |
| 第1話  | アイツになってんじゃねーかぁぁッ！ | 横手美智子 | 宅野誠起       | ながはまのりひこ  | 川島尚、林志保 相田誠                                                                              | 伊藤依織子 |
| 第2話  | 俺とキスしな                       | 遠藤智樹   | 臼井文明       | 臼井文明          | 鳥山冬美、松岡謙治                                                                                 | 伊藤依織子 |
| 第3話  | 受ける？それとも受けない？         | 横手美智子 | 大嶋博之       | 大石康之          | 飯塚正則、板倉健                                                                                   | 徳田夢之介 |
| 第4話  | 山田のことが好きになったみたい！   | 横手美智子 | 井端義秀       | 井端義秀          | 冨谷美香、中野良一                                                                                 | 伊藤依織子 |
| 第5話  | キスしちゃダメよ？                 | 横手美智子 | おざわかずひろ | 山下英美          | 池田志乃、石橋大輔 松岡謙治                                                                        | 徳田夢之介 |
| 第6話  | 応答せよっ！                       | 遠藤智樹   | 大嶋博之       | 臼井文明          | 相田誠、江上夏樹 門智昭、中野良一 西脇拓己                                                         | 冨谷美香   |
| 第7話  | 天ぷらだけはやめてくれぇ！         | 遠藤智樹   | 坂本一也       | 坂本一也          | 佐川遥                                                                                             | 伊藤依織子 |
| 第8話  | 超ウザイんだけど                   | 遠藤智樹   | 渡邊哲哉       | 渡邊哲哉 大石康之 | 飯塚正則、板倉健 増田俊介、野崎知子                                                                | 徳田夢之介 |
| 第9話  | 必ず未来を変えて                   | 横手美智子 | 山下英美       | 山下英美          | 相田誠、石橋大輔 川島尚、中野良一 西脇拓己、星野真澄 八木元喜、野崎知子                            | 冨谷美香   |
| 第10話 | 俺と付き合ってください！           | 横手美智子 | 井出安軌       | 新子太一          | 宮井加奈、星野玲香                                                                                 | 相田誠     |
| 第11話 | 白石をどこにやった！               | 横手美智子 | 三宅和男       | 山田雅之          | 池田志乃、門智昭 鳥山冬美、増田俊介 松岡謙治、八木元喜 西脇拓己                                    | 冨谷美香   |
| 第12話 | 俺は白石が好きだ！                 | 横手美智子 | 吉岡忍         | ながはまのりひこ  | 松岡秀明、野崎麗子 本多みゆき、丸山修二 冨谷美香、中野良一 梶浦紳一郎、山本周平 西脇拓己、星野真澄 | 飯田恵理子 |

### 放送局
| 放送期間                | 放送時間                     | 放送局       | 対象地域       | 備考                  |
| ----------------------- | ---------------------------- | ------------ | -------------- | --------------------- |
| 2015年4月12日 - 6月28日 | 日曜 23:30 - 月曜 0:00       | TOKYO MX     | 東京都         |                       |
| 2015年4月13日 - 6月29日 | 月曜 0:35 - 1:05（日曜深夜） | テレビ愛知   | 愛知県         |                       |
|                         | 月曜 1:35 - 2:05（日曜深夜） | テレビ北海道 | 北海道         |                       |
|                         | 月曜 1:55 - 2:25（日曜深夜） | 西日本放送   | 岡山県・香川県 |                       |
| 2015年4月14日 - 6月30日 | 火曜 1:59 - 2:29（月曜深夜） | 読売テレビ   | 近畿広域圏     | 『MANPA』第1部        |
|                         | 火曜 3:00 - 3:30（月曜深夜） | TVQ九州放送  | 福岡県         |                       |
|                         | 火曜 3:30 - 4:00（月曜深夜） | BS11         | 日本全域       | BS放送 / 『ANIME+』枠 |
| 2015年4月20日 - 7月6日  | 月曜 1:50 - 2:20（日曜深夜） | 熊本放送     | 熊本県         | 監督の出身地          |

| 配信期間                | 配信時間               | 配信サイト         | 備考                                                                                             |
| ----------------------- | ---------------------- | ------------------ | ------------------------------------------------------------------------------------------------ |
| 2015年4月14日 - 6月30日 | 火曜 12:00 更新        | GYAO!              | 第1話無料、第2話以降1週間無料。                                                                  |
| 2015年4月17日 - 7月3日  | 金曜 12:00 更新        | バンダイチャンネル | 第1話無料、第2話以降は有料会員向けに1週間配信後、 無料会員向けに有料配信。有料会員は全話見放題。 |
|                         |                        | ニコニコチャンネル | 第1話無料、第2話以降1週間無料。                                                                  |
|                         | 金曜 23:30 - 土曜 0:00 | ニコニコ生放送     |                                                                                                  |

### BD / DVD
基本的な内容に変更点はないが、7話以降にテレビ放送時にないOPが追加され、OPのない回で本編内で流れる主題歌は流れない。
| 巻           | 発売日         | 収録話          | 規格品番   | 規格品番  |
| 巻           | 発売日         | 収録話          | BD         | DVD       |
| ------------ | -------------- | --------------- | ---------- | --------- |
| 1            | 2015年6月24日  | 第1話 - 第2話   | ASBD-1156  | ASBY-5907 |
| 2            | 2015年7月29日  | 第3話 - 第4話   | ASBD-1157  | ASBY-5909 |
| 3            | 2015年8月26日  | 第5話 - 第6話   | ASBD-1158  | ASBY-5911 |
| BOX上        | 2015年8月26日  | 第1話 - 第6話   | ASBDP-1159 | ASBP-5913 |
| 4            | 2015年9月25日  | 第7話 - 第8話   | ASBD-1160  | ASBY-5914 |
| 5            | 2015年10月28日 | 第9話 - 第10話  | ASBD-1161  | ASBY-5916 |
| 6            | 2015年11月25日 | 第11話 - 第12話 | ASBD-1162  | ASBY-5918 |
| BOX下        | 2015年11月25日 | 第7話 - 第12話  | ASBDP-1163 | ASBP-5920 |
| 全話いっき見 | 2020年12月23日 | 第1話 - 第12話  |            |           |

### Webラジオ
『「山田くんと7人の魔女」Webラジオ『リスナーくんと2人の魔女』』
2015年3月27日から7月3日までアニメイトTVにて隔週金曜日に配信された。パーソナリティはタカオユキ（猿島マリア 役）、田澤茉純（西園寺リカ 役）。